# بوداهيل
بوداهيل(بالإسبانية: Pudahuel)‏
بلغة المابوتشي تعني «مكان البرك / الماء» أو «المكان الذي تتجمع فيه طيور النورس»، هي بلدية في تشيلي تقع في العاصمة سانتياغو. يقع مطار أرتورو ميرينو بينيتيز الدولي هناك.